# شهرستان شایتونگموین
شهرستان شایتونگموین (به لاتین: Xaitongmoin County) یک شهرستان‌های جمهوری خلق چین در چین است که در شیگاتسه واقع شده‌است.